# Surfacing (album)
Surfacing là album phòng thu thứ tư của nữ ca sĩ kiêm sáng tác nhạc người Canada Sarah McLachlan. Album do cộng tác viên thường xuyên của McLachlan, Pierre Marchand sản xuất. McLachlan sáng tác Surfacing trong bối cảnh năm 1996, sau hai năm rưỡi lưu diễn quảng bá cho album Fumbling Towards Ecstasy (1993). Suy sụp về tinh thần, cô gặp khó khăn trong việc tập trung vào album mới và bỏ ra sáu tháng nghỉ ngơi tại Vancouver. Sau đó, cô hoàn thành mười bài hát trong album và đến phòng thu của Marchand tại Quebec để thu âm.
Surfacing phát hành vào tháng 7 năm 1997, trùng với thời điểm bắt đầu chuyến lưu diễn Lilith Fair của McLachlan. Giới phê bình đưa ra những phản hồi trái chiều đến album, với nhiều ý kiến chê trách tính vô vị và nhịp độ chậm của nó. Dù vậy, album vẫn đoạt 4 giải Juno, có bao gồm 1 giải cho "Album của năm". Tại giải Grammy lần thứ 40, McLachlan mang về giải "Trình diễn nhạc khí pop xuất sắc nhất" cho "Last Dance" và "Trình diễn giọng pop nữ xuất sắc nhất" cho "Building a Mystery".
Được xem là một trong những album bứt phá của McLachlan, Surfacing vươn đến ngôi quán quân tại quê nhà Canada ngay trong tuần đầu lên kệ và đạt chứng nhận đĩa Kim cương vào cuối năm 1998. Tại Hoa Kỳ, album leo lên vị trí thứ 2 và 8 lần chứng nhận đĩa Bạch kim, đồng thời xuất hiện trong bảng tổng sắp cuối năm của Billboard 200 ba năm liên tiếp. Album cho ra hai đĩa đơn đạt top 5 Billboard Hot 100, "Adia" và "Angel", cùng đĩa đơn lọt top 30 "Sweet Surrender". "I Love You" phát hành riêng trên hệ thống đài truyền thanh vào năm 2000.

## Bối cảnh
Sau khi đạt thành công tại Canada với Solace (1991), Sarah McLachlan tiếp tục thực hiện album phòng thu thứ ba Fumbling Towards Ecstasy (1993). Album được mô tả "quả quyết một cách nhẹ nhàng" với phần sản xuất chính của Pierre Marchand, học trò của nhà sản xuất Daniel Lanois. Ra mắt vào ngày 22 tháng 10 năm 1993, Ecstasy mang về sự tán thưởng của các nhà phê bình, khi gọi đây là tác phẩm "đánh dấu thành công thực sự của Sarah McLachlan bên ngoài quê nhà Canada" và là tập hợp của "một vài sáng tác mạnh mẽ nhất của McLachlan cho đến nay". Album giúp McLachlan có đề cử giải Grammy đầu tiên cho "Album Alternative xuất sắc nhất" tại mùa giải lần thứ 37. Ecstasy vươn đến vị trí thứ 5 tại Canadian Albums Chart và đạt chứng nhận Bạch kim lần thứ 5 vào ngày 12 tháng 12 năm 1996. 
Tại Hoa Kỳ, dù chỉ đạt đến vị trí thứ 50 trên Billboard 200, album lại vượt ngưỡng 3 triệu bản vào năm 1998.
Vào tháng 1 năm 1996, McLachlan hoàn thành thời gian hai năm rưỡi lưu diễn quảng bá cho Ectasy. Tháng 4 cùng năm, cô đang trong quá trình thực hiện album phòng thu thứ 4 nhưng lại gặp suy sụp về tinh thần. Cô sau đó chia sẻ "Sau khi hoàn thành chuyến đi, tôi cứ nghĩ Fumbling là sản phẩm cuối cùng [và] tôi sẽ không thực hiện đĩa thu âm nào nữa. Tôi không thể tượng tượng việc sáng tác thêm một bài hát nữa trong đời mình. Tôi đã có một khoảng thời gian dài bế tắc về tâm lý." Cô dốc nhiều thời gian làm việc trong phòng thu tại Quebec nhưng không thể sản xuất được gì cho album mới. Nghe theo lời gợi ý của quản lý, cô trở về nhà tại Vancouver và trải qua 6 tháng tĩnh dưỡng. Cô cho rằng chính sau thời gian nghỉ ngơi này — cùng một thời gian trị liệu — cô cảm thấy khả năng sáng tạo của mình dần trở lại và bắt đầu viết nhạc cho album.

## Sáng tác và thu âm
Như hầu hết album khác của McLachlan, Surfacing thu âm tại Phòng thu Wild Sky của Marchand tại Morin-Heights, Quebec. Marchand, người sản xuất kiêm kỹ sư và phối khí cho Surfacing, thu album này trên máy Otari RADAR và microphone Neumann 149. McLachlan còn chơi dương cầm, guitar thùng và guitar điện trong khi Marchand chơi keyboards, bass, máy trống và góp giọng nền trong album. Người chồng đương thời của McLachlan, Ashwin Sood, cũng tham gia chơi bộ gõ và trống. Với Surfacing, McLachlan mong muốn "tìm ra cốt lõi" và "đối diện với những điều xấu" ở bản thân mình, cùng các thể loại chính yếu thuộc pop rock và alternative rock. Khi hoàn thành album, McLachlan chia sẻ "Tôi rất hạnh phúc khi tôi hoàn tất nó. Tôi không còn bận tâm nghĩ về nó nữa khi mọi thứ đã xong xuôi."
Là một trong những bài hát đầu tiên sáng tác trong album, "Angel" được McLachlan thể hiện chỉ với duy nhất chiếc đàn dương cầm. Tác giả sáng tác bài hát một cách dễ dàng như "một dịp vui vẻ đích thực"; lấy cảm hứng từ một bài báo trên Rolling Stone về những nhạc sĩ lấy bạch phiến để làm dịu đi sức ép của ngành công nghiệp âm nhạc và sau đó quá liều. Một bài hát khác mà cô cảm thấy dễ dàng sáng tác là "Building a Mystery", mang hợp âm của đàn guitar thùng và guitar điện. Khi nhạc sĩ kiêm nhạc sản xuất Pierre Marchand nghe cô chơi một đoạn ngắn bằng guitar, anh đề nghị cô ghép vào một vài đoạn lời mà anh đã viết và sau đó nghĩ ra toàn bộ phần lời nhạc còn lại cùng nhau "một cách khá nhanh chóng." Trong khi "Sweet Surrender" mang nền móng của dòng nhạc điện tử với dòng âm bass chắc nịch, "Adia" lại "nêu bật khả năng chơi dương cầm của McLachlan" cùng chất giọng "sáng ngời một cách mạnh mẽ", nơi cô muốn "cho thấy tất cả vẻ đẹp của người bạn tên Adia nếu cô ấy tin vào điều đó". Tiếng dương cầm và đàn trung hồ cầm đồng loạt xuất hiện trong "Do What You Have to Do", một bản ballad u sầu nơi cô "nhận ra cảm giác" mà cô không thể buông tay; và "Last Dance", một bản nhạc khí không lời dài 2 phút 33 giây nằm ở cuối album và kết thúc bằng một hợp âm dương cầm lặng.

## Phát hành
Album phát hành vào ngày 15 tháng 7 năm 1997 bởi hãng thu âm Nettwerk và Arista Records với tổng cộng 10 bài hát. Lần phát hành của album này trùng với chuyến lưu diễn mở màn Lilith Fair của McLachlan vào giữa năm 1997. Nhạc phẩm "Full of Grace" từng xuất hiện trong album tuyển tập Rarities, B-Sides and Other Stuff (1996) của McLachlan cũng thể hiện lại trong album này. Trong các phiên bản phát hành sớm tại Hoa Kỳ và Canada cũng như lần phát hành tại Nhật Bản, một phiên bản phối jazz của "Sweet Surrender" và nhạc phẩm "Prayer Of Saint Francis" do chính McLachlan cải biên xuất hiện như những bài hát bổ sung. Tại Canada và Úc, album phát hành kèm theo hai video âm nhạc của "Angel" và "Building A Mystery" cùng một đoạn video phỏng vấn về album.
Bên cạnh Fumbling Towards Ecstasy, Surfacing được xem là album giúp McLachlan bứt phá thành công trên toàn cầu. Album vươn đến ngôi đầu bảng tại Canadian Albums Chart ngay trong tuần đầu lên kệ và đạt ngưỡng 1 triệu bản vào ngày 22 tháng 10 năm 1998. Tính đến ngày 28 tháng 12 năm 2014, đây là album bán chạy thứ 9 trong kỷ nguyên Nielsen Soundscan tại Canada. Tại Hoa Kỳ, album đạt vị trí thứ 2 và có 108 tuần xuất hiện trên Billboard 200. Đến nay, Surfacing đã 8 lần chứng nhận Bạch kim bởi Hiệp hội Công nghiệp ghi âm Hoa Kỳ và xuất hiện trong bảng tổng sắp cuối năm của Billboard 200 từ năm 1997 đến năm 1999. Tại Anh Quốc, album đạt đến vị trí thứ 47 trên UK Albums Chart và chạm mốc 100 nghìn bản vào ngày 22 tháng 7 năm 2013.

### Đĩa đơn
"Building a Mystery" phát hành làm đĩa đơn đầu tiên vào ngày 19 tháng 8 năm 1997, vươn lên vị trí đầu bảng Canadian Singles Chart, vị trí thứ 97 trên Australian Singles Chart và vị trí thứ 13 trên Billboard Hot 100. Đây còn là bài hát đứng đầu bảng tổng sắp cuối năm 1997 của Canadian Singles Chart và liệt vào danh sách "100 bài hát xuất sắc nhất thập niên 90" của VH1 ở vị trí thứ 91.
"Sweet Surrender" là đĩa đơn thứ hai vào ngày 10 tháng 3 năm 1998, đạt vị trí thứ 2 tại Canada và vị trí thứ 28 trên Hot 100. Đĩa đơn thứ ba, "Adia" phát hành vào ngày 4 tháng 5, vươn đến vị trí 3 tại Canada và Billboard Hot 100. "Angel" tiếp tục ra mắt vào ngày 24 tháng 12, đạt đến vị trí thứ 9 tại Canada và vị trí thứ 4 trên Hot 100. "I Love You" xếp hạng thứ 23 trên Billboard Hot Dance Club Songs vào tháng 4 năm 2000.

## Đánh giá chuyên môn
| Đánh giá chuyên môn | Đánh giá chuyên môn |
| Nguồn đánh giá      | Nguồn đánh giá      |
| Nguồn               | Đánh giá            |
| ------------------- | ------------------- |
| AllMusic            | [ 12 ]              |
| Robert Christgau    | C-                  |
| Los Angeles Times   | [ 42 ]              |
| Rolling Stones      | (trái chiều)        |
| Sputnikmusic        | [ 8 ]               |

Trên tờ The New York Times, Sia Michel cho rằng album này tuy tạo "phong cảnh xúc cảm sinh động" nhưng lại gây mâu thuẫn bởi nội dung và thể loại âm nhạc tương phản, "có thể cô chưa có được những gì mình tìm kiếm, nhưng ít nhất cô ấy đã cố gắng." Elysa Gardner từ Los Angeles Times cho album 2.5/4 sao và cho rằng nó "phô bày sức mạnh đáng kể của cô – chất giọng nữ cao và tài viết nhạc thẳng thắn, thông thái một cách đầy xúc cảm nhưng cũng thiếu mất sự khéo léo thuyết phục và sự táo bạo về mặt kết cấu."
Trong một bài đánh giá trung lập, nhà phê bình âm nhạc Mỹ Robert Christgau chê "sự sáo rỗng đồ sộ" của McLachlan và cho rằng album này "tái chuẩn hóa dòng nhạc pop ở một cách không cần thiết nhất." Một nhà đánh giá của tạp chí Rolling Stone chỉ trích nhịp độ chậm chạp của album và bình luận rằng McLachlan quá "cứng nhắc trong mặc tưởng". Stephen Thomas Erlewine trên trang mạng AllMusic cho album 3/5 sao và so sánh nó một cách tiêu cực trước Fumbling Towards Ecstasy, khi "không đưa ra điều gì mới mẻ" và "ngay cả khi McLachlan đang ở đỉnh danh vọng, cô vẫn có thể bắt đầu hết dần ý tưởng". Jom từ Sputnikmusic cho một bài đánh giá tích cực khi gọi đây là "một trong những album xuất sắc nhất [của McLachlan]" và đề cao "sự trưởng thành to lớn ở tư cách nhà sáng tác lẫn nhạc sĩ".
Tại Giải Juno năm 1998, McLachlan giành 4 giải, trong đó có "Album xuất sắc nhất" cho Surfacing và "Đĩa đơn của năm" cho "Building a Mystery". Cô tiếp tục giành hai đề cử cho "Sweet Surrender" ở "Đĩa đơn của năm" và "Video xuất sắc nhất" tại mùa giải năm kế tiếp. Tại giải Grammy lần thứ 40 vào năm 1998, McLachlan mang về giải "Trình diễn nhạc khí pop xuất sắc nhất" cho "Last Dance" và "Trình diễn giọng pop nữ xuất sắc nhất" cho "Building a Mystery". Trong mùa giải năm 1999, cô tiếp tục nhận một đề cử khác trong hạng mục "Trình diễn giọng pop nữ xuất sắc nhất" cho "Adia", nhưng để lỡ vào tay Céline Dion cùng "My Heart Will Go On".

## Danh sách đĩa nhạc
| Surfacing — Phiên bản tiêu chuẩn | Surfacing — Phiên bản tiêu chuẩn | Surfacing — Phiên bản tiêu chuẩn | Surfacing — Phiên bản tiêu chuẩn |
| STT                              | Nhan đề                          | Sáng tác                         | Thời lượng                       |
| -------------------------------- | -------------------------------- | -------------------------------- | -------------------------------- |
| 1.                               | "Building a Mystery"             | Sarah McLachlan Pierre Marchand  | 4:07                             |
| 2.                               | "I Love You"                     | McLachlan                        | 4:44                             |
| 3.                               | "Sweet Surrender"                | McLachlan                        | 4:00                             |
| 4.                               | "Adia"                           | McLachlan Marchand               | 4:05                             |
| 5.                               | "Do What You Have to Do"         | McLachlan Colleen Wolstenholme   | 3:47                             |
| 6.                               | "Witness"                        | McLachlan Marchand               | 4:47                             |
| 7.                               | "Angel"                          | McLachlan                        | 4:30                             |
| 8.                               | "Black & White"                  | McLachlan                        | 5:02                             |
| 9.                               | "Full of Grace"                  | McLachlan                        | 3:41                             |
| 10.                              | "Last Dance"                     | McLachlan                        | 2:33                             |

| Surfacing — Phiên bản tại Nhật Bản (các bài hát bổ sung) | Surfacing — Phiên bản tại Nhật Bản (các bài hát bổ sung) | Surfacing — Phiên bản tại Nhật Bản (các bài hát bổ sung) | Surfacing — Phiên bản tại Nhật Bản (các bài hát bổ sung) |
| STT                                                      | Nhan đề                                                  | Sáng tác                                                 | Thời lượng                                               |
| -------------------------------------------------------- | -------------------------------------------------------- | -------------------------------------------------------- | -------------------------------------------------------- |
| 11.                                                      | "Sweet Surrender" (phiên bản Jazz)                       | McLachlan                                                | 3:15                                                     |
| 12.                                                      | "Prayer Of Saint Francis"                                | McLachlan                                                | 2:00                                                     |

## Những người thực hiện
Đội ngũ tham gia sản xuất Surfacing dựa trên phần bìa ghi chú.
- Jim Creeggan — bass đứng
- Yves Desrosiers — guitar điện, lapsteel, ứng bass
- Pierre Marchand — bass, máy trống, giọng nền, keyboard
- Sarah McLachlan — hát chính, guitar điện, guitar thùng, dương cầm
- Brian Minato — bass, guitar điện
- Michel Pepin — guitar điện
- Ashwin Sood — trống, bộ gõ, dương cầm, giọng nền

## Xếp hạng
| Bảng xếp hạng (1997–99)              | Thứ hạng cao nhất |
| ------------------------------------ | ----------------- |
| Album Úc (ARIA)                      | 37                |
| Album Canada (Billboard)             | 1                 |
| Album Hà Lan (Album Top 100)         | 52                |
| Album New Zealand (RMNZ)             | 13                |
| Album Scotland (OCC)                 | 90                |
| Album Anh Quốc (OCC)                 | 47                |
| Album Hoa Kỳ Billboard 200           | 2                 |
| Bảng xếp hạng (1999–2000)            | Thứ hạng cao nhất |
| Album Hoa Kỳ Top Catalog (Billboard) | 2                 |

| Bảng xếp hạng (1997)                  | Thứ hạng |
| ------------------------------------- | -------- |
| Hoa Kỳ Billboard 200                  | 49       |
| Bảng xếp hạng (1998)                  | Thứ hạng |
| Canada (RFM)                          | 15       |
| Hoa Kỳ Billboard 200                  | 28       |
| Bảng xếp hạng (1999)                  | Thứ hạng |
| Hoa Kỳ Billboard 200                  | 44       |
| Bảng xếp hạng (2000)                  | Thứ hạng |
| Hoa Kỳ Top Catalog Albums (Billboard) | 29       |

## Chứng nhận doanh số
| Quốc gia                                  | Chứng nhận  | Số đơn vị/doanh số chứng nhận |
| ----------------------------------------- | ----------- | ----------------------------- |
| Úc (ARIA)                                 | Vàng        | 35.000^                       |
| Canada (Music Canada)                     | Kim cương   | 1.078.000^                    |
| New Zealand (RMNZ)                        | Vàng        | 7.500^                        |
| Anh Quốc (BPI)                            | Vàng        | 100.000^                      |
| Hoa Kỳ (RIAA)                             | 8× Bạch kim | 8.000.000^                    |
| Tổng hợp                                  |             |                               |
| Toàn cầu                                  | —           | 16.000.000                    |
| ^ Chứng nhận dựa theo doanh số nhập hàng. |             |                               |